# Queensbury (London Underground)

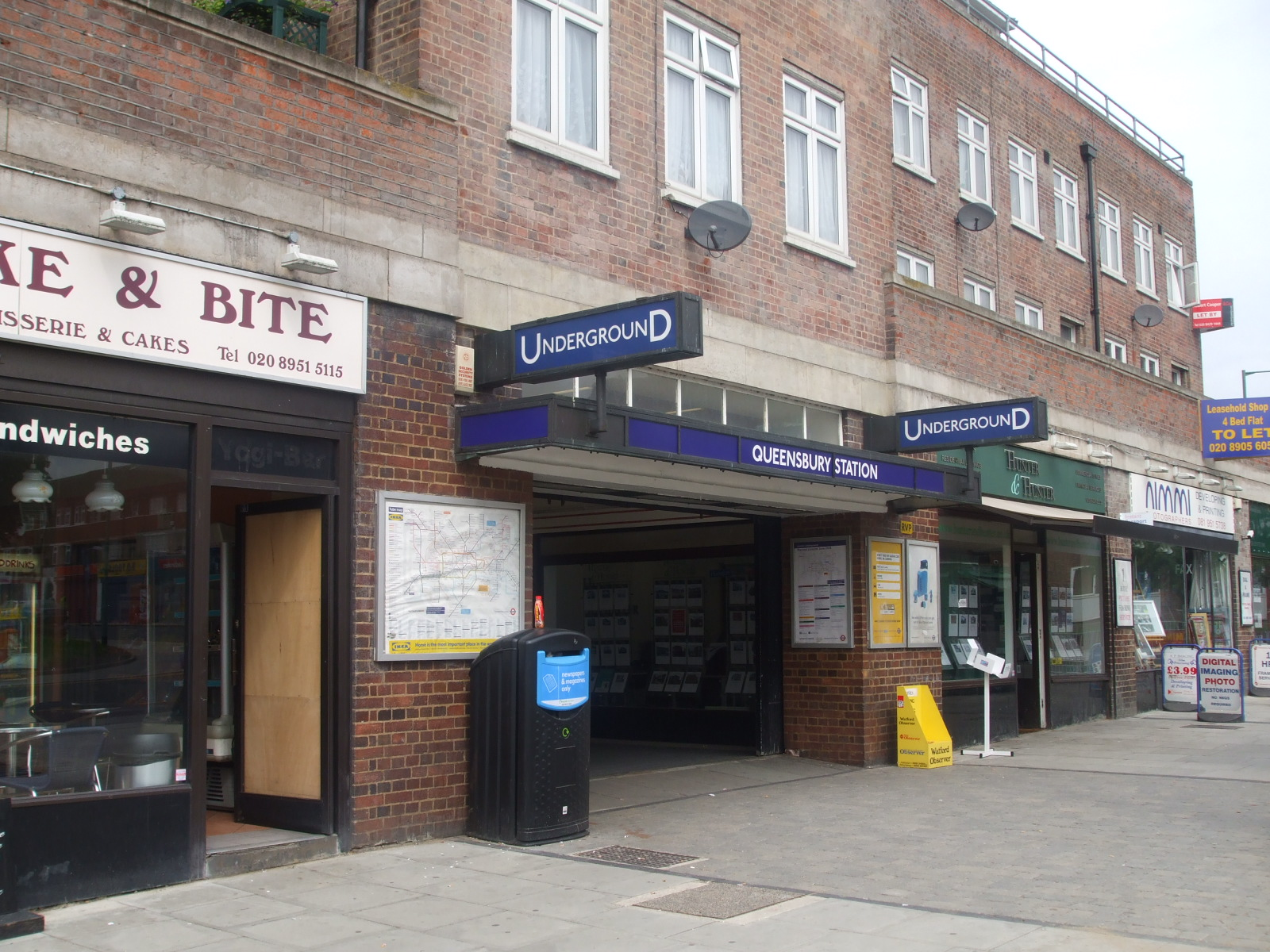
Eingang zur Station

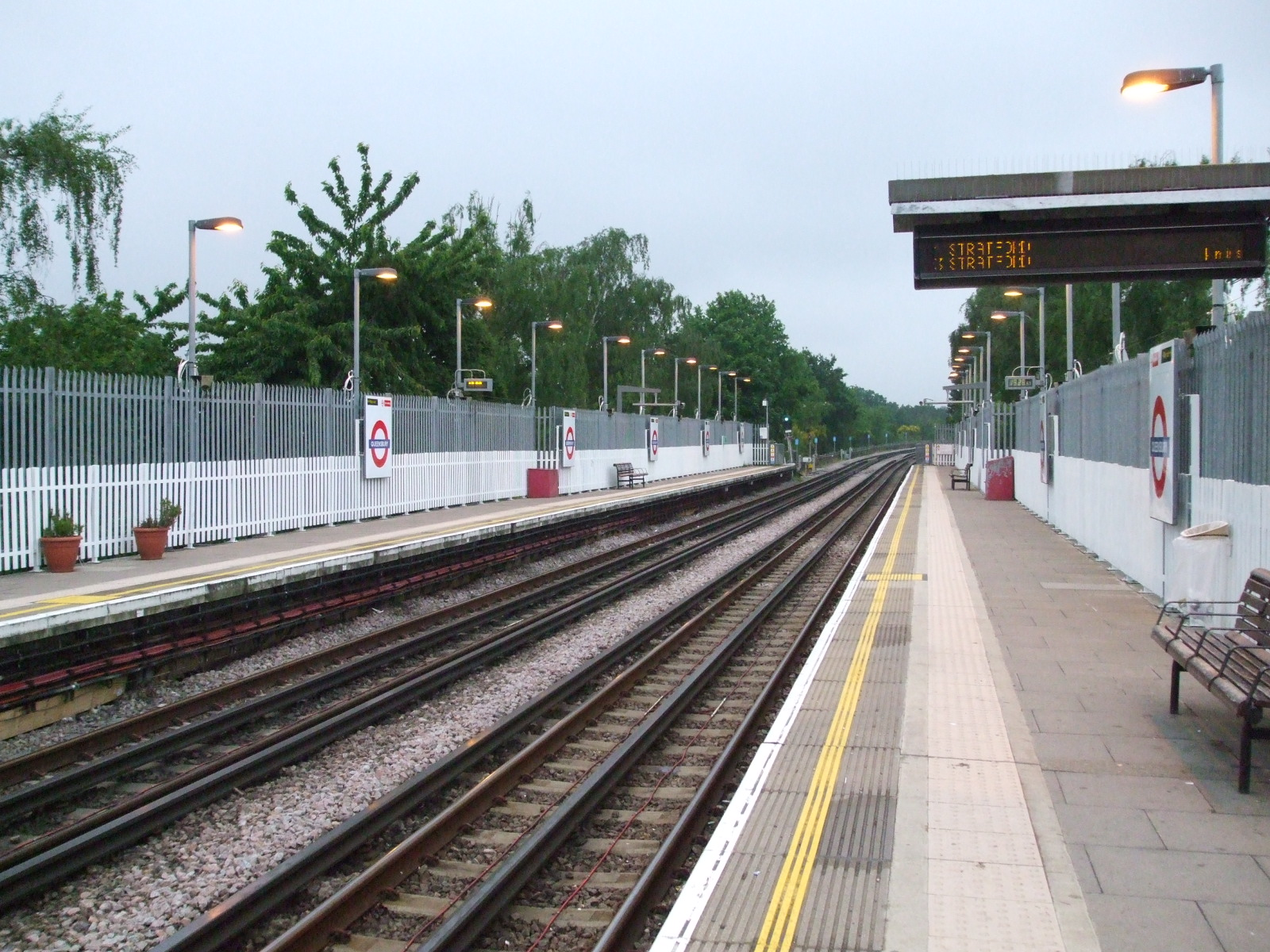
Bahnsteig (nach Norden schauend)

Queensbury ist eine oberirdische Station der London Underground im Stadtbezirk London Borough of Brent. Sie liegt in der Travelcard-Tarifzone 4 an der Cumberland Road. Im Jahr 2014 nutzten 4,20 Millionen Fahrgäste die von der Jubilee Line bediente Station.
Die Station wurde am 16. Dezember 1934 eröffnet, zwei Jahre nach Inbetriebnahme der von Anfang an elektrifizierten Stanmore-Zweigstrecke der Metropolitan Railway (Vorgängergesellschaft der Metropolitan Line). Der Name der Station besaß damals keinerlei Beziehung zu einem bestehenden geographischen Objekt, sondern wurde als Analogie zur benachbarten Station Kingsbury gewählt. Nach der Integration der Metropolitan Railway ins Netz der London Underground wurde 1933 beschlossen, den Betrieb in Richtung Stanmore an die Bakerloo Line zu übertragen, was am 20. November 1939 geschah. Die Bakerloo Line wiederum wurde am 1. Mai 1979 durch die neu eröffnete Jubilee Line abgelöst.